# Sufflogobius bibarbatus
El gobio barbudo (Sufflogobius bibarbatus) es una especie de pez perciforme de la familia Gobiidae.

## Morfología
Los machos pueden llegar a alcanzar los 17 cm de longitud total.

## Alimentación
Come fitoplancton. 

## Depredadores
Es depredado por Raja clavata, en Namibia por Merluccius productus y en Sudáfrica por Merluccius capensis ' '

## Hábitat
Es un pez de mar Sudáfrica, de clima subtropical y demersal que vive entre 0-340 m de profundidad.

## Distribución geográfica
Se encuentra en el Atlántico oriental: Namibia

## Observaciones
Es inofensivo para los humanos. 